# Josef Ehmer
Josef Ehmer (* 7. November 1948 in Gschwandt; † 10. Mai 2023 in Wien) war ein österreichischer Historiker. Er lehrte von 1993 bis 2005 als ordentlicher Professor für Allgemeine Neuere Geschichte an der Universität Salzburg und von 2005 bis 2015 als Professor für Wirtschafts- und Sozialgeschichte an der Universität Wien.

## Leben und Wirken
Josef Ehmer wurde als Sohn der Widerstandskämpferin Maria Ehmer und Josef Ehmer in Oberösterreich geboren. Seine Mutter kehrte 1945 körperlich schwer angeschlagen aus einem Lager zurück. Der Vater war Soldat im Krieg. Er besuchte von 1955 bis 1959 die Volksschule Gschwandt und anschließend von 1959 bis 1968 das Bundesrealgymnasium Gmunden. Er studierte von 1968 bis 1976 die Fächer Geschichte und Germanistik an der Universität Wien. Das Studienjahr 1974/75 verbrachte er als Stipendiat des Deutschen Akademischen Austauschdienstes (DAAD) an der Universität München. In Wien wurde er 1977 promoviert mit einer Arbeit über die Familienstruktur und Arbeitsorganisation im frühindustriellen Wien. Anschließend war er in den Jahren 1978 bis 1984 als Forschungsassistent und von 1987 bis 1989 als Universitäts-Assistent an der Universität Wien tätig. Von 1984 bis 1986 war er Stipendiat der Alexander-von-Humboldt-Stiftung am Max-Planck-Institut für Geschichte in Göttingen. Im Jahre 1989 erfolgte seine Habilitation mit der Arbeit Das Heiratsverhalten und die Traditionen des Kapitalismus. In den Jahren 1989 bis 1993 lehrte er als Dozent an der Universität Wien. Von 1993 bis 2005 war er Professor für Allgemeine Neuere Geschichte an der Universität Salzburg. Von 2005 bis zu seiner Emeritierung 2015 lehrte er als Professor für Wirtschafts- und Sozialgeschichte an der Universität Wien. Ehmer war Gastprofessor am Friedrich-Meinecke-Institut der Freien Universität Berlin (1990–1991) und am European University Institute in Florenz (1997–1998 und 2002–2003). Seit 2011 war er Associate Fellow am Internationalen Geisteswissenschaftlichen Kolleg „Arbeit und Lebenslauf in globalgeschichtlicher Perspektive“ an der Humboldt-Universität zu Berlin. Er war seit 2012 Mitglied der Wissenschaftlichen Kommission „Demografischer Wandel“ der Leopoldina.
Seine Forschungsschwerpunkte waren die Sozialgeschichte des 18. bis 20. Jahrhunderts im europäischen Vergleich, darunter insbesondere die Geschichte der Familie, der Arbeiter und Handwerker, der Migrationen, des Alters, sowie die Bevölkerungsgeschichte und Historische Demographie. Er veröffentlichte 2004 im Rahmen der Enzyklopädie deutscher Geschichte den Band Bevölkerungsgeschichte und Historische Demografie.
Er war Mitherausgeber des Jahrbuchs für Regionalgeschichte (seit 1993) und der Österreichischen Zeitschrift für Geschichtswissenschaften (1990–2016). Er gehörte dem Herausgebergremium der Enzyklopädie der Neuzeit von 2002 bis 2012 an. Für seine Forschungen wurden ihm der Dr. Theodor-Körner-Preis zur Förderung der Wissenschaft (1980), der Heinz-Maier-Leibnitz-Preis des Bundesministers für Bildung und Wissenschaft der Bundesrepublik Deutschland für Veröffentlichungen junger Wissenschaftler auf dem Gebiet der Historischen Jugend- und Familienforschung (1984) und der Victor-Adler-Staatspreis für Geschichte sozialer Bewegungen (1995) verliehen.
Ehmer starb unerwartet im Alter von 74 Jahren im Mai 2023.

## Schriften (Auswahl)
Aufsatzsammlung
- Soziale Traditionen in Zeiten des Wandels. Arbeiter und Handwerker im 19. Jahrhundert (= Studien zur Historischen Sozialwissenschaft. Bd. 22). Campus, Frankfurt am Main 1994, ISBN 3-593-34768-7.

Monografien
- Bevölkerungsgeschichte und historische Demographie. 1800–2000 (= Enzyklopädie deutscher Geschichte. Bd. 71). Oldenbourg, München 2004, ISBN 3-486-55732-7 (2., um einen Nachtr. erw.  Aufl., München 2013).
- Heiratsverhalten, Sozialstruktur, ökonomischer Wandel. England und Mitteleuropa in der Formationsperiode des Kapitalismus (= Kritische Studien zur Geschichtswissenschaft. Bd. 92). Vandenhoeck & Ruprecht, Göttingen 1991, ISBN 3-525-35755-9.
- Sozialgeschichte des Alters (= edition suhrkamp. 1541 = NF 541). Suhrkamp, Frankfurt am Main 1990, ISBN 3-518-11541-3.
- Familienstruktur und Arbeitsorganisation im frühindustriellen Wien (= Sozial- und wirtschaftshistorische Studien. Bd. 13). Verlag für Geschichte und Politik, Wien 1980, ISBN 3-486-50171-2.

Herausgeberschaften
- mit Jürgen Reulecke, Rainer Mackensen: Ursprünge, Arten und Folgen des Konstrukts ‚Bevölkerung‘ vor, im und nach dem ‚Dritten Reich‘. VS Verlag für Sozialwissenschaften, Wiesbaden 2009, ISBN 978-3-531-16152-5.
- mit Ursula Ferdinand, Jürgen Reulecke: Herausforderung Bevölkerung. Zu Entwicklungen des modernen Denkens über die Bevölkerung vor, im und nach dem „Dritten Reich“. VS – Verlag für Sozialwissenschaften, Wiesbaden 2007, ISBN 978-3-531-15556-2.
- mit Dietmar Goltschnigg, Peter Revers, Justin Stagl: Förderung des wissenschaftlichen Nachwuchses. Bestandsaufnahmen und Zukunftsaussichten. Edition Praesens, Wien 2004, ISBN 3-7069-0186-2.
- mit Helga Grebing, Peter Gutschner: „Arbeit“. Geschichte – Gegenwart – Zukunft (= ITH-Tagungsberichte. Bd. 36). AVA – Akademische Verlags-Anstalt, Leipzig 2002, ISBN 3-931982-28-9.
- mit Peter Gutschner: Das Alter im Spiel der Generationen. Historische und sozialwissenschaftliche Beiträge. Böhlau, Wien u. a. 2000, ISBN 3-205-99157-5.
- mit Tamara K. Hareven, Richard Wall: Historische Familienforschung. Ergebnisse und Kontroversen. Michael Mitterauer zum 60. Geburtstag. Campus, Frankfurt am Main u. a. 1997, ISBN 3-593-35753-4.
- mit Michael Mitterauer: Familienstruktur und Arbeitsorganisation in ländlichen Gesellschaften. Böhlau, Wien u. a. 1986, ISBN 3-205-07271-5.